# Cissus nigropilosa
Cissus nigropilosa är en vinväxtart som beskrevs av J. Dewit. Cissus nigropilosa ingår i släktet Cissus och familjen vinväxter. Inga underarter finns listade i Catalogue of Life.